# 10th Street Between B & C
10th Street Between B & C er en dansk dokumentarfilm fra 1991 med instruktion og manuskript af Kasper Leick og Mariella Harpelunde Jensen.

## Handling
Sarah og Fernando er BZ'ere i New York. Filmen beretter om deres liv i det stærkt belastede miljø blandt politi, pushere og affald. Imod alle odds forsøger de at opbygge et hjem og leve en tilværelse på egne præmisser.